# لایف کریستیان نستوولد-هاگن
لایف کریستیان نستوولد-هاگن (نروژی: Leif Kristian Nestvold-Haugen؛ زادهٔ ۲۹ نوامبر ۱۹۸۷) اسکی‌باز آلپاین اهل نروژ است.